# Sansei Technologies
Sansei Technologies, Inc. (vormals Sansei Yusoki Co., Ltd.) ist ein japanisches Unternehmen, das sich auf die Herstellung von Aufzügen, Bühnentechnik und Freizeitanlagen spezialisiert hat.

## Geschichte
Das Unternehmen Sansei Yusoki wurde am 27. Februar 1951 gegründet und hat sich im Laufe der Jahre um weitere Tochterunternehmen erweitert, darunter Sansei Maintenance, Sansei Facilities, San Ace und Telmic Corporation. Im November 2012 erwarb man den in den USA ansässigen Fahrgeschäfte- und Achterbahnhersteller S&S Worldwide, Inc. mit einer Mehrheitsbeteiligung von 77,3 %. Zum 1. Januar 2014 wurde das Unternehmen offiziell zu Sansei Technologies, Inc. umbenannt. Am 30. März 2018 wurde bekannt, dass Sansei Technologies den niederländischen Achterbahnhersteller Vekoma Rides Manufacturing B.V. zu 100 % übernommen hat. Selbst produziert das Unternehmen sowohl Achterbahnen als auch Karussells. Die Roller Coaster Data Base (RCDB) listet derzeit 19 Achterbahnen des Unternehmens auf.

## Konzernstruktur
Sansei Technologies unterhält folgende Tochterunternehmen (Stand Mai 2018):
- Sansei Maintenance Co., Ltd., Japan
- Sansei Facilities Co., Ltd., Japan
- Sun Ace Co., Ltd., Japan
- Telmic Corp., Japan
- S&S Worldwide, Inc., USA
- Vekoma Rides B.V., Niederlande

## Liste der Sansei-Achterbahnen
| Name                        | Freizeitpark               | Land     | Eröffnet  | Status     |
| --------------------------- | -------------------------- | -------- | --------- | ---------- |
| Big One                     | Takarazuka Garden Fields   | Japan    | unbekannt | abgerissen |
| Bobsleigh                   | Nara Dreamland             | Japan    | 1961      | abgerissen |
| Bullet Train                | Gingko Lake Amusement Park | China    | 2015      | In Betrieb |
| Daidarasaurus               | Expoland                   | Japan    | 1970      | abgerissen |
| Giant Coaster               | Fuji-Q Highland            | Japan    | 1966      | abgerissen |
| Jet Coaster                 | Everland                   | Südkorea | 1976      | abgerissen |
| Jungle Adventure            | GrinPa                     | Japan    | 1973      | abgerissen |
| Jungle Mouse                | Hamanako Pal Pal           | Japan    | unbekannt | In Betrieb |
| Jungle Mouse                | Oyama Yuenchi              | Japan    | 1997      | abgerissen |
| Lady Bird Coaster           | New Reoma World            | Japan    | 1991      | In Betrieb |
| Panic Drive                 | Nasu Highland Park         | Japan    | 2004      | In Betrieb |
| Rock 'N Roll Duncan         | Fuji-Q Highland            | Japan    | 1999      | In Betrieb |
| Space Coaster               | Takarazuka Garden Fields   | Japan    | unbekannt | abgerissen |
| Spaceship 2056              | New Reoma World            | Japan    | 1991      | In Betrieb |
| Steampunk Coaster Iron Bull | Shima Spain Village        | Japan    | 2003      | In Betrieb |
| Titán                       | Selva Mágica               | Mexiko   | 1994      | In Betrieb |
| Twist Coaster Robin         | Yomiuriland                | Japan    | 2014      | abgerissen |
| Wave Coaster                | Takarazuka Garden Fields   | Japan    | 1952      | abgerissen |
| Western Loop                | Hamanako Pal Pal           | Japan    | unbekannt | abgerissen |